# Lasurit
Lasurit ist ein selten vorkommendes Mineral aus der Mineralklasse der „Silikate und Germanate“ mit der idealisierten chemischen Zusammensetzung Na3Ca(Si3Al3)O12S und damit chemisch gesehen ein Natrium-Calcium-Alumosilicat mit zusätzlichen Schwefelionen.
Lasurit kristallisiert überwiegend im kubischen Kristallsystem. Bekannt, wenn auch selten, sind allerdings auch orthorhombische bzw. trikline Lasurite (siehe Kristallstruktur).
Lasurit findet sich insbesondere als farbgebender Bestandteil des Lapislazuli, kommt aber auch in reiner Form als körnige bis massige und eingewachsene Mineral-Aggregate oder als Einkristalle mit rhombendodekaedrischer und seltener kubischer Tracht vor.

## Etymologie und Geschichte
Lasurit wurde in der Lapislazuli-Lagerstätte Ladjuar Medam nahe Sar-e-Sang im Bezirk Kuran va Munjan (Provinz Badachschan) in Afghanistan entdeckt und 1890 durch Waldemar Christofer Brøgger und H. Bäckström erstmals wissenschaftlich beschrieben. Sie benannten das Mineral in Anlehnung an seine Farbe nach dem persischen Wort لاژورد / lāžward für Blau bzw. „Himmelsblau“.
Der georgische Prinz Vaxushti Batonishvili (Wakuschti Batonischwili, 1696–1757) beschrieb in seiner Geschichtschronik Das Leben Kartlis ein seit der Frühen Bronzezeit existierendes Bergbaugebiet im Südosten Georgiens südlich der Stadt Bolnissi, wo demnach zu seiner Zeit Eisen, Kupfer und Lasurit verarbeitet wurden.

## Klassifikation
In der veralteten 8. Auflage der Mineralsystematik nach Strunz gehörte der Lasurit zur Mineralklasse der „Silikate“ und dort zur Abteilung „Gerüstsilikate (Tektosilikate)“, wo er gemeinsam mit Haüyn, Nosean, Sodalith und Tugtupit in der „Sodalith-Nosean-Reihe“ mit der Systemnummer VIII/F.07 steht.
In der zuletzt 2018 überarbeiteten Lapis-Systematik nach Stefan Weiß, die formal auf der alten Systematik von Karl Hugo Strunz in der 8. Auflage basiert, erhielt das Mineral die System- und Mineralnummer VIII/J.11-040. Dies entspricht der Klasse der „Silikate“ und dort der Abteilung „Gerüstsilikate“, wo Lasurit zusammen mit Bicchulith, Haüyn, Hydrosodalith, Kamaishilith, Nosean, Sodalith, Tsaregorodtsevit, Tugtupit und Vladimirivanovit die „Sodalithgruppe“ mit der Systemnummer VIII/J.11 bildet.
Die von der International Mineralogical Association (IMA) zuletzt 2009 aktualisierte 9. Auflage der Strunz’schen Mineralsystematik ordnet den Lasurit in die Klasse der „Silikate und Germanate“ und dort in die Abteilung „Gerüstsilikate (Tektosilikate) ohne zeolithisches H2O“ ein. Hier ist das Mineral in der Unterabteilung „Gerüstsilikate (Tektosilikate) mit zusätzlichen Anionen“ zu finden, wo es zusammen mit Bicchulith, Danalith, Genthelvin, Haüyn, Helvin, Kamaishilith, Nosean, Sodalith, Tsaregorodtsevit und Tugtupit die „Sodalith-Danalith-Gruppe“ mit der Systemnummer 9.FB.10 bildet.
In der vorwiegend im englischen Sprachraum gebräuchlichen Systematik der Minerale nach Dana hat Lasurit die System- und Mineralnummer 76.02.03.04. Das entspricht der Klasse der „Silikate“ und dort der Abteilung „Gerüstsilikate: Al-Si-Gitter“. Hier findet er sich innerhalb der Unterabteilung „Gerüstsilikate: Al-Si-Gitter, Feldspatvertreter und verwandte Arten“ in der „Sodalithgruppe“, in der auch Sodalith, Nosean, Haüyn, Bicchulith, Kamaishilith, Tugtupit und Tsaregorodtsevit eingeordnet sind.

## Kristallstruktur
Lasurit kommt in drei Modifikationen unterschiedlicher Kristallstruktur vor, wobei die kubische Modifikation Lasurit-1C die häufigste Ausbildungsform darstellt und in der Raumgruppe P43n (Raumgruppen-Nr. 218) mit dem Gitterparameter a = 9,10 Å sowie einer Formeleinheit pro Elementarzelle kristallisiert.
Die anderen beiden Polymorphe sind:
- Lasurit-6O: Orthorhombisch in der Raumgruppe Pnna (Nr. 52) mit den Gitterparametern a = 9,07 Å; b = 12,83 Å und c = 38,49 Å sowie 6 Formeleinheiten pro Elementarzelle.[3]

- Lasurit-4A: Triklin in der Raumgruppe P1 (Nr. 1) mit den Gitterparametern a = 9,07 Å; b = 12,90 Å; c = 25,71 Å; α = 90,0°; β = 90,1° und γ = 90,2° sowie 4 Formeleinheiten pro Elementarzelle.[3]

## Bildung und Fundorte

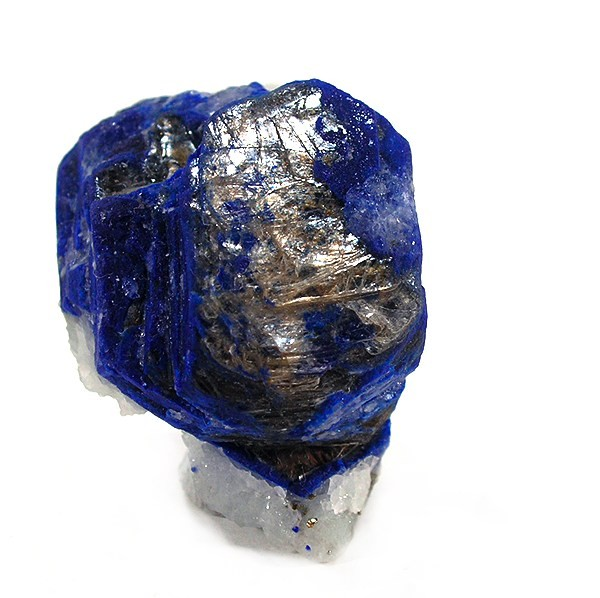
Lasurit mit Muskovit aus Sar-e-Sang, Badachschan, Afghanistan (Größe: 3,5 × 2,4 × 1,7 cm)

Lasurit bildet sich durch Kontaktmetamorphose in Kalkstein, wo er neben Calcit unter anderem noch mit Diopsid, Forsterit, Haüyn, Humit, Muskovit und Pyrit vergesellschaftet zu finden ist.
Als seltene Mineralbildung konnte Lasurit bisher (Stand: 2011) nur an weniger als 50 Fundorten nachgewiesen werden. Neben seiner Typlokalität Ladjuar Medam trat das Mineral in Afghanistan noch an anderen Stellen in der Provinz Badachschan sowie in der Provinz Panjshir auf.
Weitere Fundorte liegen unter anderem in Chile, Kanada, Italien, Myanmar, Russland, Schweden, Slowakei, Tadschikistan und in verschiedenen Bundesstaaten der Vereinigten Staaten von Amerika.